# Kanton Gourin
Gourin is een  kanton van het Franse departement Morbihan. Het kanton maakt deel uit van het arrondissement Pontivy.

## Gemeenten
Het kanton Gourin omvatte tot 2014 de volgende 5 gemeenten:
- Gourin (hoofdplaats)
- Langonnet
- Plouray
- Roudouallec
- Le Saint

Bij de herindeling van de kantons door het decreet van 21 februari 2014, , met uitwerking op 22 maart 2015, werden daar alle gemeenten  van de opgeheven kantons Cléguérec, Le Faouët en Guémené-sur-Scorff aan toegevoegd, namelijk:
- Berné
- Cléguérec
- Le Croisty
- Le Faouët
- Guémené-sur-Scorff
- Guiscriff
- Kergrist
- Kernascléden
- Langoëlan
- Lanvénégen
- Lignol
- Locmalo
- Malguénac
- Meslan
- Neulliac
- Persquen
- Ploërdut
- Priziac
- Saint-Aignan
- Saint-Caradec-Trégomel
- Saint-Tugdual
- Sainte-Brigitte
- Séglien
- Silfiac